# Berliner Informationszentrum für Transatlantische Sicherheit

BITS-Logo

Das Berliner Informationszentrum für Transatlantische Sicherheit (BITS) ist ein privates Friedensforschungsinstitut und Fachinformationszentrum mit Sitz in Berlin-Prenzlauer Berg.

## Geschichte
Im Juni 1991 gründeten Friedensforscher aus der ehemaligen DDR und der Bundesrepublik Deutschland das Institut, das sich seither mit Fragen der Außen- und Sicherheitspolitik, der Rüstungskontrolle und Abrüstung sowie mit militärischen und militärpolitischen Fragen beschäftigt. Leiter des Zentrums war bis zu seinem Tod im Oktober 2020 Otfried Nassauer. Der BITS-Förderverein e. V. unterstützt das Informationszentrum.

## Inhaltliche Schwerpunkte und Tätigkeit

### Schwerpunkte
Schwerpunkte der inhaltlichen Arbeit sind oder waren:
- Nuklearwaffen, Nuklearstrategie und Nuklearwaffenpolitik der Nuklearwaffenstaaten
- die Entwicklung der NATO und der NATO-Russland-Politik
- die Entstehung und Entwicklung der Europäischen Sicherheits- und Verteidigungspolitik (ESVP)
- Entwicklungen in der deutschen Sicherheitspolitik und der Bundeswehr
- Rüstungsexporte und Rüstungsindustrie
- besonders inhumane Waffen und deren Behandlung im völkerrechtliche Ächtung (Landminen, Streumunitionen, „nichtlethale“ Waffen)

### Tätigkeit
Das Informationszentrum unterhält eine Internetpräsenz, über die sowohl die Publikationen des Zentrums zugänglich sind als auch ein Zugriff auf Sammlungen offizieller Dokumente (z. B. militärische Dienstvorschriften, Rüstungskontrollverträge und Verträge des humanitären Völkerrechts) und thematische strukturierte Sammlungen (z. B. Nuklearprogramm des Iran, deutsche Rüstungsexportpolitik oder die Entwicklung von NATO-Strategien) ermöglicht wird. Online verfügbare Datenbanken ermöglichen den Zugriff auf die Internetpräsenz anderer Institutionen, die zu sicherheitspolitischen Fragen arbeiten und die Bedeutung militärischer und sicherheitspolitisch verwendeter Abkürzungen.
Das Institut wird von Medien als Quelle bei rüstungspolitischen Themen verwendet. Otfried Nassauer diente dabei oft als Kommentator.

### Fachbibliothek
Das Institut unterhält eine öffentlich zugängliche Fachbibliothek, die nach Termin-Absprache mit den Mitarbeitern genutzt werden kann. Verfügbar sind dort rund 7000 Fachbücher, ca. 150 Fachzeitschriften und weit mehr als 20.000 Studien und Primärquellen.